# 淡路島七福神
淡路島七福神（あわじしましちふくじん）とは、淡路島内の7箇所の寺院から構成される七福神まいりの霊場。淡路島七福神めぐりハッピー券を持参し、参拝することで各寺院で祈願をしてもらえる。また、最後に参拝した寺院で「吉兆福笹」がもらえるサービスがある。

## 淡路島七福神の一覧
| 札所寺院 | 神       | 宗派         | 所在地                         | 座標                                       |
| -------- | -------- | ------------ | ------------------------------ | ------------------------------------------ |
| 護国寺   | 布袋尊   | 高野山真言宗 | 兵庫県南あわじ市賀集八幡732    | 北緯34度16分12.6秒 東経134度44分13.8秒     |
| 万福寺   | 恵美酒神 | 高野山真言宗 | 兵庫県南あわじ市賀集鍛冶屋87-1 | 北緯34度15分37.970秒 東経134度45分0.470秒  |
| 覚住寺   | 毘沙門天 | 高野山真言宗 | 兵庫県南あわじ市神代社家343    | 北緯34度16分42.366秒 東経134度47分51.806秒 |
| 長林寺   | 福禄寿   | 高野山真言宗 | 兵庫県洲本市五色町都志万才975  | 北緯34度24分32.813秒 東経134度46分55.376秒 |
| 智禅寺   | 弁財天   | 高野山真言宗 | 兵庫県淡路市草香436            | 北緯34度26分39.166秒 東経134度48分18.166秒 |
| 宝生寺   | 寿老人   | 高野山真言宗 | 兵庫県淡路市里326              | 北緯34度24分1.812秒 東経134度53分2.13秒    |
| 八浄寺   | 大黒天   | 高野山真言宗 | 兵庫県淡路市佐野834            | 北緯34度28分3.838秒 東経134度56分20.887秒  |